# Vasco Leitão da Cunha
Vasco Tristão Leitão da Cunha (Rio de Janeiro, 2 de setembro de 1903 — Rio de Janeiro, 11 de junho de 1984) foi um diplomata brasileiro.
Neto de Ambrósio Leitão da Cunha[carece de fontes?]. Foi ministro das Relações Exteriores do Brasil, de forma interina, em janeiro de 1954, no segundo governo de Getúlio Vargas, e de 4 de abril de 1964 a 17 de janeiro de 1966, nos gabinetes de Ranieri Mazzili e Castelo Branco, desta vez como titular.
Cursou ciências jurídicas e sociais na Faculdade de Direito do Rio de Janeiro, pela qual se bacharelou em 1925. Dois anos depois, através de concurso, ingressou na carreira diplomática. Em novembro de 1961, quando foram restabelecidas as relações diplomáticas do Brasil com a União Soviética, rompidas desde 1947, Leitão da Cunha foi nomeado embaixador em Moscou, para lá sendo enviado em abril de 1962.
Chamado do exterior a serviço, em janeiro de 1964, Leitão da Cunha voltou ao Brasil somente no dia 5 de março. Foi convidado pelo presidente da Câmara Federal, Ranieri Mazzilli, que fora empossado interinamente na presidência da República, para assumir o Ministério das Relações Exteriores. Como o primeiro ministro da ditadura, tomou posse no dia 4 de abril, passando a responder também cumulativamente pela pasta da saúde, a qual comandou até o dia 15, quando Humberto de Alencar Castelo Branco assumiu a presidência.
Sua gestão à frente do Itamaraty ficou conhecida por desmontar as bases da Política Externa Independente, que marcara as gestões anteriores, estabelecendo uma "correção de rumos", por meio de uma teoria conhecida como "círculos concêntricos", uma vez que estabeleceu metas específicas para a América Latina, para o Ocidente e, especialmente, para os Estados Unidos. Em seu discurso de encerramento da II Conferência Interamericana Extraordinária (novembro de 1966), pediu aos Estados-membros da OEA que prosseguissem a manutenção de políticas e ações de combate à "subversão no continente".
Acreditava-se que, assim, o Brasil obteria vantagens pelo seu apoio aos norte-americanos no contexto da Guerra Fria, todavia, essa política foi efêmera e quase sem resultados, visto que as forças políticas mundiais haviam mudado desde pelo menos 1962, após a crise dos mísseis em Cuba, a independência da Argélia e a conseqüente política de Charles de Gaulle, contrário à hegemonia norte-americana na Europa e o surgimento do Terceiro Mundo como uma força política, que em 1955 já havia se reunido na Conferência de Bandung, deslocando o foco das tensões políticas da relação Leste-Oeste para Norte-Sul. Vasco Leitão permaneceu no governo até 17 de janeiro de 1966, sendo substituído por Juracy Magalhães, então o embaixador brasileiro em Washington DC.